# قوزلوجة (مهر أنرود)
قوزلوجة (بالفارسية: قوزلوجه) هي مستوطنة تقع في إيران في قسم مهر أنرود المرکزي الريفي. يقدر عدد سكانها بـ 489 نسمة .